# Carme Chaparro Martínez
Carme Chaparro Martínez   (Salamanca, 5 de febrer de 1973) és una periodista catalana.

## Vida primerenca
Tot i néixer a Salamanca, filla d'una extremenya i un català, va passar la infància i la joventut a Catalunya. El 1996, es va llicenciar en Periodisme per la Universitat Autònoma de Barcelona.

## Carrera
Va començar la seva carrera professional com a redactora dels programes de TV3, Ciutadans, Generació X i Les coses com són. Va realitzar reportatges per al suplement dominical de La Vanguardia. Va ser redactora dels serveis informatius de la Cadena SER a Tarragona i després cap de redacció de la revista Zona Alta. Directora i presentadora del programa 39 punts de vida de BTV. Directora i conductora del magazín de cap de setmana De nou a nou de Ràdio l'Hospitalet.
A partir de gener de 1997 va passar a la redacció d'Informativos Telecinco a Catalunya. Un any després, el 1998, es va convertir en presentadora i editora d'Informativos Telecinco Cataluña, en horari matinal i de migdia. Va presentar programes especials com els electorals i altres grans esdeveniments i va ser moderadora dels debats de política en les eleccions al Parlament de Catalunya.
Des de setembre de 2001 va presentar l'edició del migdia d'Informativos Telecinco i, a partir de setembre de 2004, es va convertir en la presentadora i coeditora d'Informativos Telecinco Fin de Semana. També ha estat conductora de programes especials com els dedicats a la mort de Joan Pau II, els atemptats de l'11-M i el de la T4 de Barajas, el Gran Premi d'Espanya de Fórmula 1 a Montmeló, les noces reals entre Felip de Borbó i Letizia Ortiz i especials electorals.
A més, és membre del Club de les 25, col·laboradora en la revista Yo Dona, tertuliana de Punto Radio, col·laboradora de la revista Mujer Hoy i imparteix cursos per a portaveus empresarials.

## Reconeixements
El 2017 obtingué el Premi Primavera de Novel·la per No soy un monstruo, la seva primera novel·la.

## Vida personal
Està casada amb Bernabé Domínguez i van començar la seva relació el 1999. El 31 d'agost de 2011 va donar a llum a la seva primera filla, Laia. El setembre de 2013 va donar a llum a la seva segona filla, Emma.